# 墨水标签

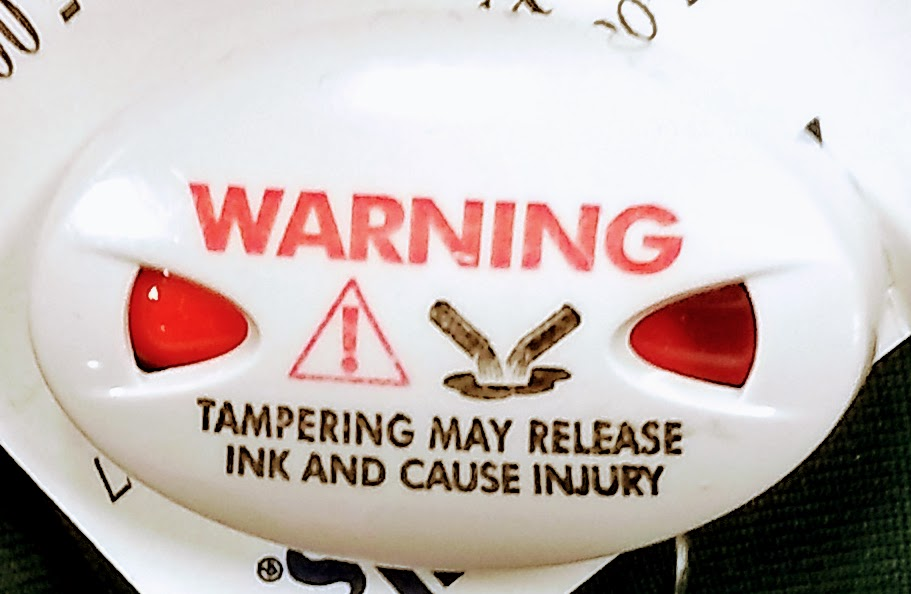
用於零售店舖的墨水標籤。

墨水标签（英語：Ink tags）已存在几十年，并常被服装零售商使用。标签需要使用特殊的设备才能从衣服上取下。当标签被强行移除时，包含永久性墨水的一个或两个小瓶将破裂，使其溢到衣服上，从而有效地破坏它。墨水标签属于消除受益的损失预防方案。顾名思义，墨水标签将使偷盗者失去所获得的利益。尽管如此，也有些盗窃者找到了其他的反制方式。墨水标签配合其他防盗系统使用时更加有效，可使商品更难被窃取。